# Thomas III de Saluces
Thomas III de Vasto ou Thomas III de Saluces (en italien : Tommaso III di Saluzzo), mais aussi Thomas d'Aleran, (Saluces, 1356 - Saluces, 1416) était marquis de Saluces, membre de la famille Del Vasto, descendante d'Alérame de Montferrat.

## Biographie

### Origines
Thomas de Vasto naît en 1356 à Saluces. Il est le fils du marquis Federico II del Vasto et de Béatrice de Genève, fille du seigneur Hugues de Genève.
Il a tenté de poursuivre sa politique pro-française, en particulier contre la menace du duc Amédée VIII, qui aspirait à unifier le Piémont : il décide qu'il est sage de faire allégeance à la France et d'en payer le tribut.
La vassalité envers la France, qui portait atteinte à l'indépendance du marquisat, lui vient de la culture française qui lui est inculquée quand il est jeune prince : il voyage souvent dans les terres à proximité des Alpes (en particulier en 1375, 1389, 1401, 1403 et 1405). En outre, sous le gouvernement de son père Frédéric, c'est lui qui signe le traité établissant la vassalité envers la France.
Il ne faut pas oublier un fait très important dans la vie du prince : en 1394, il est capturé par les armées de Savoie, lors d'une incursion dans le territoire de Monasterolo. Emprisonné d'abord à Savillan, puis à Turin, il n'est libéré qu'en 1396, en échange d'une rançon de 20 000 florins d'or.
La même année, à la mort de son père, il prend le pouvoir. En 1403, il épouse Marguerite de Pierrepont, fille de Hugues II, comte de Roucy et Braine. Le marquis fut assiégé dans Saluces par Louis de Savoie-Achaïe et Amédée de Savoie-Achaïe, Thomas III fut alors contraint de se reconnaitre vassal du duc de Savoie Amédée VIII le 12 juillet 1413.

### Le Chevalier errant

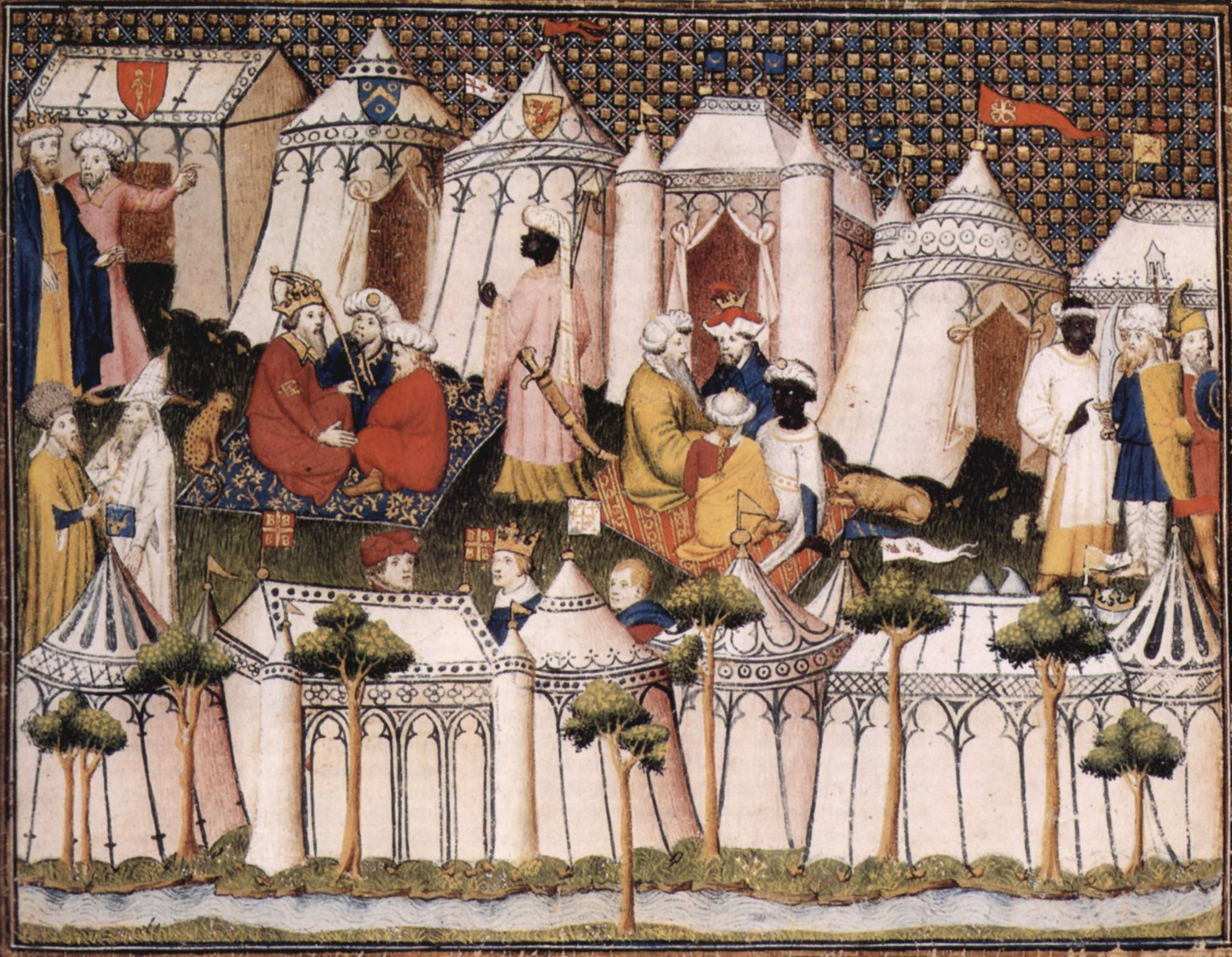
Vignette de l'Atelier du Maître de la Cité des dames, conservée à la Bibliothèque Nationale de Paris, représentant un épisode du Chevalier errant de Thomas III.

Homme de grande culture, Thomas III de Saluces est l'auteur d'un des textes les plus importants de la chevalerie médiévale, Le Chevalier errant, écrit probablement entre 1394 et 1396, durant son incarcération à Turin.
Dans cette œuvre, il vise à représenter une allégorie de la vie, à travers le voyage d'un chevalier anonyme dans les mondes d'Amour, de Fortune et de Connaissance.
L'ouvrage, écrit en français (qui avait remplacé, dans le Piémont, le provençal), eut une forte influence sur la culture italienne de l'époque, bien que le texte soit probablement conçu pour un public érudit, ou même seulement pour les membres de la Cour (ce que confirme le fait qu'il n'y ait que deux copies manuscrites du Chevalier errant) :  ce poème eut une grande influence, surtout dans les fresques du XVe siècle du Castello della Manta (cf. Maestro del Castello della Manta).

### La succession deThomasIII
À l'âge de la vieillesse, il désigne comme successeur son tout jeune fils Ludovic Ier de Saluces. Cependant, le prince était trop jeune pour régner: alors dans son testament, il demande à son fils (illégitime) Valeriano de Saluces (mort en 1443), seigneur de Verzuolo, d'assurer la régence jusqu'à la majorité de Ludovic. Régence qui est également confirmée par la marquise Margherita dans son testament de 1419.
Sa fille, Jeanne de Saluces, épousa Guy IV de Nesle, seigneur d'Offémont.

## Honneurs
- Chevalier de l'Ordre suprême de la Très Sainte Annonciade.

## Éditions modernes
- Thomas D'Aleran, Daniel Chaubet (ed.),Le Chevalier errant, Moncalieri (Turin), Italie, Centro interuniversitario di ricerche sul viaggio in Italia, 2001, 416 p. (OCLC 402118997) (BNF 38834759)[2].
- Thomas D'Aleran, Il libro del cavaliere errante, Boves, Italie, Araba Fenice edizioni, 2008, 1070 p., 40 pl. et ill., (BNF 41283839) (Texte en moyen français avec traduction et appareil critique en italien).